# Batalla de Berlín
La batalla de Berlín fue la última gran batalla en Europa durante la Segunda Guerra Mundial. Comenzó el 16 de abril de 1945 tras el inicio de una gran ofensiva de la Unión Soviética sobre la ciudad capital del Tercer Reich, y finalizó el 2 de mayo de 1945, cuando los defensores alemanes rindieron la ciudad al Ejército Rojo.
El 12 de enero de 1945, el Ejército Rojo entró en territorio alemán durante la ofensiva del Vístula-Óder y avanzó hacia el oeste a una gran velocidad, de hasta cuarenta kilómetros al día, internándose en Prusia Oriental, la Baja y Alta Silesia y Pomerania Oriental, hasta detenerse temporalmente a sesenta kilómetros al este de Berlín, en una línea defensiva alemana junto al río Oder. Cuando se reanudó la ofensiva, dos frentes soviéticos —grupos de ejércitos— atacaron Berlín desde posiciones al este y sur, mientras que un tercero atacó las posiciones alemanas al norte de la ciudad.
Los primeros preparativos para defender las afueras de Berlín comenzaron el 20 de marzo, cuando el recién nombrado comandante del Grupo de Ejércitos Vístula, el general Gotthard Heinrici, anticipó correctamente que el grueso de las tropas soviéticas atravesaría el río Oder. Antes del inicio de la batalla de Berlín, los soviéticos consiguieron rodear la ciudad gracias a sus victorias en las batallas de las colinas de Seelow y Halbe. El 16 de abril de 1945, el Primer Frente Bielorruso dirigido por el mariscal de la Unión Soviética, Gueorgui Zhúkov comenzaría a bombardear el centro de Berlín, mientras que el Primer Frente Ucraniano dirigido por el mariscal Iván Kónev, empujó hacia el sur a los restos del Grupo de Ejércitos Centro. Los defensores alemanes estuvieron dirigidos principalmente por Helmuth Weidling, y consistieron en agotadas, mal equipadas y desorganizadas divisiones de la Wehrmacht y las Waffen-SS, a las que se sumaban un cierto número de voluntarios extranjeros de las SS y miembros mal entrenados de las Juventudes Hitlerianas y el Volkssturm. Durante los días de batalla, los soviéticos avanzaron rápidamente a través de las calles de Berlín hasta llegar al centro de la ciudad, donde los combates se libraron cuerpo a cuerpo y casa por casa.
El 30 de abril, Adolf Hitler, Führer de Alemania, se suicidó, al igual que muchos de sus altos cargos y seguidores incondicionales. A pesar de que la Unión Soviética quería tomar Berlín el día 1 de mayo, para hacerla coincidir con el Día de los Trabajadores, finalmente los defensores rindieron la ciudad el 2 de mayo de 1945. Sin embargo, los combates callejeros continuaron en el noroeste, oeste y sudoeste de la ciudad hasta la rendición incondicional de la Alemania nazi, ocurrida una semana después, el 8 de mayo —9 de mayo en la Unión Soviética—. Numerosas unidades alemanas marcharon hacia el oeste para entregarse a los Aliados occidentales en lugar de ser capturados por los soviéticos.

## Antecedentes
Hasta el inicio de 1945 el Frente Oriental se había mantenido relativamente estable desde agosto de 1944 cuando, tras la Operación Bagration, Rumania y Bulgaria habían sido forzadas a rendirse y declarar la guerra a Alemania, y además los alemanes habían perdido Budapest y la mayor parte de Hungría. De esta manera la llanura polaca quedó abierta al Ejército Rojo, posibilitando un ataque sin muchos contratiempos por barreras naturales, que podían ser utilizados como fortines por los alemanes.
En la Conferencia de Yalta se establecieron las esferas de influencia de los futuros vencedores. Entre múltiples propuestas, los soviéticos invocaron consideraciones estratégicas, relativas a la situación en Polonia, y a la inminente batalla de Berlín para obtener una demarcación de las fuerzas angloestadounidenses lo más alejada posible de la capital.
El 12 de enero de 1945, el Ejército Rojo lanzó la Ofensiva del Vístula-Óder avanzaron finalmente sobre la capital polaca. La reducida guarnición alemana no tenía ninguna posibilidad y el 16 de enero cayó la ciudad. En un amplio frente, cuatro ejércitos soviéticos atacaron a través del río Narew. El 23 de enero Prusia Oriental quedó prácticamente aislada del resto del Reich. El 24 de enero Chuikov recibió la orden de tomar Poznan (véase Batalla de Poznan) mientras que el 27 del mismo mes unidades del 60.º Ejército soviético alcanzaban el campo de concentración de Auschwitz. El rápido avance soviético ocasionó riadas de refugiados que se dirigían al centro del Reich, y el frente quedó estabilizado a finales de enero a unos 60 kilómetros al este de Berlín, a lo largo del río Óder.
Aunque la producción armamentística alemana se mantenía e incluso se había incrementado notablemente a finales de 1944, existían problemas de abastecimiento de materias primas, de combustible y munición, a lo que se sumó además, la pérdida de Silesia, lo que llevó al propio ministro de armamentos Albert Speer a reconocer que «la guerra estaba perdida». Pese a ello las tropas alemanas destacadas en el frente oriental luchaban con fiereza y determinación: «Estamos perdidos -reconocía en enero de 1945 un sargento alemán- pero lucharemos hasta que caiga el último de nuestros hombres», los soldados eran conscientes de lo sucedido en los territorios ocupados y sabían que los soviéticos estaban dispuestos a cobrarse venganza.

## Preparación de la ofensiva soviética

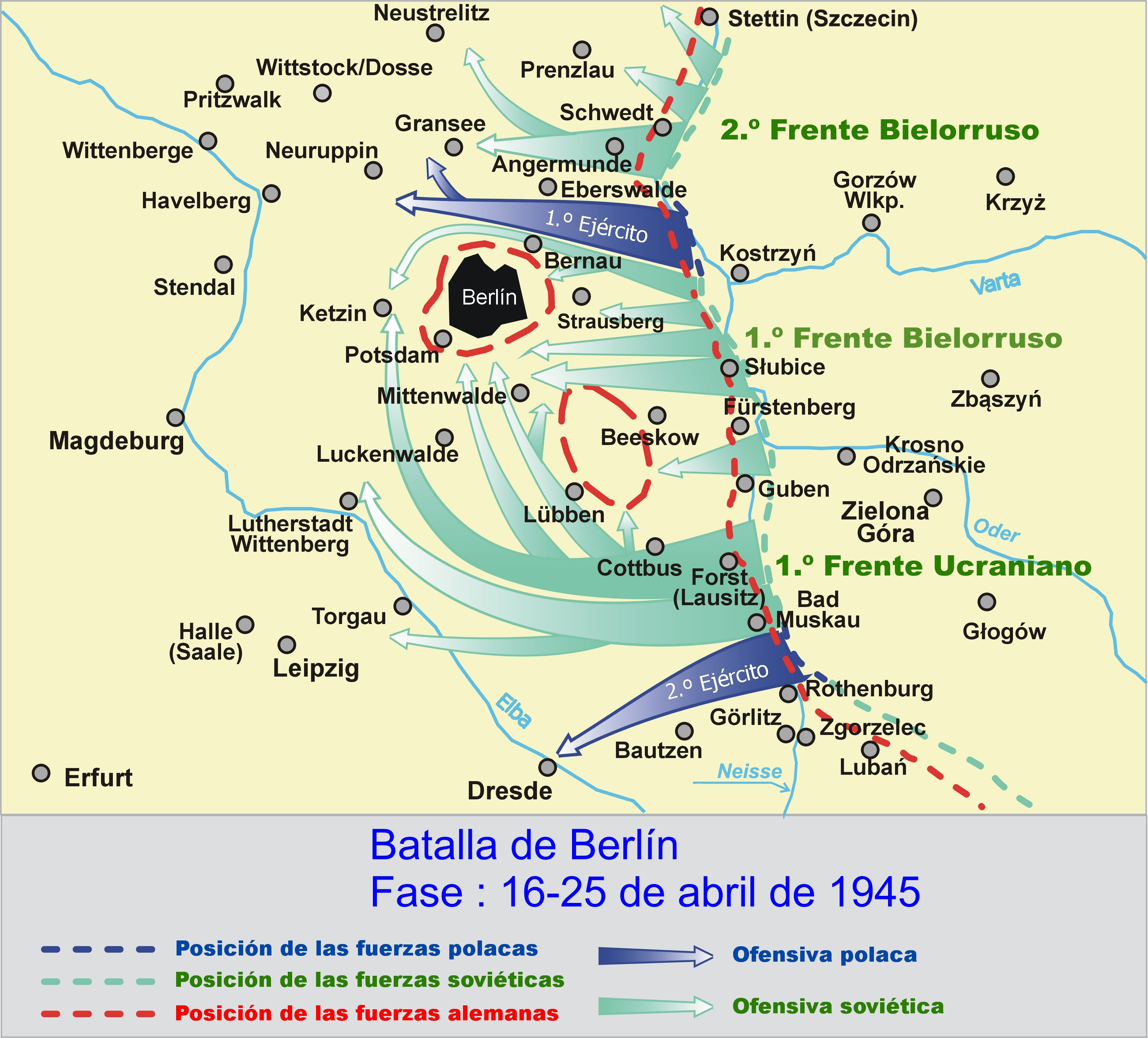
Primera fase de la Batalla de Berlín.

El 9 de abril de 1945 la ciudad prusiana de Königsberg se rindió al 2.º Frente Bielorruso al mando del mariscal de la unión Soviética Konstantín Rokosovski. Inmediatamente después Rokosovski y sus tropas avanzaron al frente del Óder. La orden de Stalin a sus generales había sido la de avanzar velozmente por un amplio frente, sin dejar espacios en la orilla derecha del río Rin que los aliados occidentales pudieran ocupar primero. Debido a dicha orden se realizó el despliegue de los Frentes de la siguiente manera: el 2.º Frente Bielorruso al mando de Rokosovski avanzó por el norte, cubriendo el territorio desde el mar hasta Seelow; el 1.º Frente Bielorruso al mando de Zhúkov avanzó por el área frente a Seelow ya que a él se le había concedido el privilegio de llegar a Berlín primero, mientras que el Primer Frente Ucraniano de Iván Kónev avanzaba al sur. 
Las fuerzas soviéticas y polacas designadas para lanzar esta ofensiva sumaban dos millones y medio de hombres (2 062 100 de tropas de combate, incluidos 155 900 polacos), 6250 tanques, 7500 aviones, 41 600 piezas de artillería, 3255 lanzacohetes Katyusha, y casi cien mil vehículos de transporte, muchos de ellos suministrados por  los Estados Unidos a través de la Ley de Préstamo y Arriendo. Adicionalmente para la batalla inicial en las cumbres de Seelow, los soviéticos desplegaron 143 reflectores antiaéreos con el objetivo de cegar a los defensores. A estas fuerzas se oponían un millón de soldados alemanes (766 750 tropas de combate), 1519 tanques, 9303 piezas de artillería y 3000 aviones, aunque la severa escasez de combustible límitaba sustancialmente el apoyo aéreo de la Luftwaffe.
El 20 de marzo Hitler había designado al Generaloberst Gotthard Heinrici como reemplazo de un inoperante Himmler en el mando del Grupo de Ejércitos Vístula. Heinrici, un hábil especialista en guerra defensiva, que había tenido una muy destacada participación en la ofensiva de los Cárpatos orientales, sería el responsable de enfrentarse a los soviéticos en el área de Seelow. Debilitando el frente del Óder en otros puntos, trasladó soldados a Seelow y ordenó inundar la planicie que se extendía entre la población y el río Óder. Dándose cuenta de lo inútil que sería intentar defender esta planicie, y avisado de antemano por algunos informes de inteligencia desplazó a las unidades con mayor poder combativo a las escarpaduras, donde la defensa sería mucho más sencilla. La localidad de Seelow era defendida por jóvenes soldados de la 9.ª División de Paracaidistas, cedidos por Hermann Goering a Heinrici; estos inexpertos soldados solo contaban con dos semanas de entrenamiento en infantería y eran dirigidos por pilotos, sin conocimientos de las tácticas de combate terrestre.

## Desarrollo de las operaciones

### Ofensiva en las cumbres del Seelow

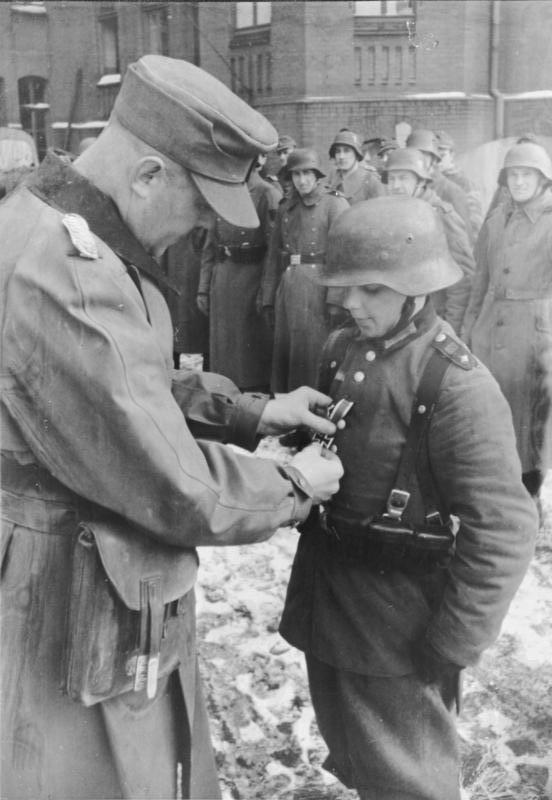
Condecoración de un niño-soldado con la Cruz de Hierro. El empleo de niños soldados fue muy frecuente en la Wehrmacht en 1945.

A las dos de la mañana del 16 de abril 22 000 cañones soviéticos de largo alcance abrieron fuego a lo largo de todo el frente, concentrándose la mayor intensidad frente a la localidad de Seelow, barriendo cada palmo de terreno en la planicie entre la localidad y el Óder. Para aquel momento Heinrici había retirado el grueso de sus tropas y las bajas fueron pocas. A la luz del alba los tanques soviéticos acompañados de infantería empezaron a cruzar la pantanosa planicie y a acercarse a la colina, pero los cañones antiaéreos colocados en la cima de la misma empezaron a diezmar a los tanques atacantes y los alemanes empezaron a despedazar a la infantería que se batió en lenta retirada debido al lodo. Por si fuera poco, la espesa niebla, el humo y el polvo del bombardeo que cubrían el terreno atenuaban la luz de los reflectores soviéticos, que lejos de cegar a los alemanes, servía para delatar las formaciones del Primer Frente Bielorruso.
Mientras tanto en el sur, el Primer Frente Ucraniano de Kónev iba avanzando de acuerdo al plan, empujando al 4.º Ejército Panzer del Grupo de Ejército Centro al mando del mariscal Ferdinand Schörner. Esta acción estaba afectando peligrosamente tanto a Heinrici como al propio Schörner, ya que sus Grupos de Ejército se arriesgaban a quedar rodeados.
Stalin, molesto por los contratiempos en Seelow, dio permiso a Kónev para capturar Berlín, presionando de esta forma a Zhúkov, quien comenzó a emplear sus reservas, logrando avanzar algunos kilómetros. Sin embargo, Zhúkov siguió presionando, a costa de enormes pérdidas, pero ocasionando también severas bajas entre los defensores alemanes. En la noche del 18 de abril los soviéticos finalmente alcanzaron al último cinturón defensivo que Heinrici había levantado, decidiendo el resultado de la batalla. El muro contra el que, según Goebbels, se estrellarían las hordas orientales comenzó a desmoronarse con gran rapidez.
Para el anochecer del 19 de abril, el 9.º Ejército empezó a disgregarse y el LVI Cuerpo Panzer, al mando del general Weidling comenzó a retroceder hacia Berlín, por su parte los restos de la 9.ª división de paracaidistas volvieron a huir aterrorizados.

### El sitio de la capital
El 21 de abril, una batería de artillería de la 266.º División de Fusileros del 5.° Ejército de Choque de Nikolái Berzarin se convirtió en una de las primeras en bombardear Berlín. 
«Ante nosotros se extendía una enorme ciudad -escribió el sargento Nikolái Vasiliev-. Una sensación de alegría y exultación nos invadió. Aquella era la última posición enemiga, y la hora de la venganza había llegado al fin. Ni siquiera nos dimos cuenta de un coche que se detenía a nuestro lado. De él bajó nuestro comandante, el general Berzarín. dio una orden a nuestro oficial en jefeː "Blancoː los nazis en Berlín. ¡Abran fuegoǃ" La batería comenzó a disparar proyectiles sobre los que habíamos escritoː "Por Stalingrado", "Por Ucrania", "Por los huérfanos y las viudas" y "Por las lágrimas derramadas por nuestras madres"»
Después de la toma de Berlín, Berzarín comentó que los aliados occidentales habían descargado sobre la ciudad en dos años de continuos bombarderos sesenta y cinco mil toneladas de explosivos, el Ejército Rojo en cambio cuarenta mil toneladas en solo dos semanas.
El 1.º Frente Bielorruso de Zhúkov, dotado de casi 300 000 hombres, empezó a rodear la capital alemana por el noreste y el este. En el sur el Primer Frente Ucraniano de Iván Kónev con casi 200 000 soldados quebraba el flanco norte del Grupo de Ejércitos Centro de Schörner. 
Al mismo tiempo, el 3.º Ejército Panzer del general Hasso von Manteuffel, en el flanco norte del 9.º Ejército, era atacado por el 2.º Frente Bielorruso de Konstantín Rokosovski, que atravesó el río Óder y se abrió paso entre Stettin y Schwedt. Debido a la desesperada situación de von Manteuffel. El general Heinrici permitó al 3.º Ejército Panzer retirarse hacia el oeste en dirección a Mecklemburgo, retirada que conduciría a las derrotadas tropas de von Manteuffel hasta el río Elba y los británicos. El 29 de abril, Heinrici recibió una llamada del mariscal de campo Keitel que lo acusó de «desobediencia y debilidad impropia de un soldado» por ordenar la retirada de los restos del 3.º Ejército Panzer y le relevó del mando, nombrando como su sucesor al general von Manteuffel. Sin embargo, éste se negó. Lo que demuestra el poco control que el cuartel general del OKW tenía sobre sus tropas en ese momento.

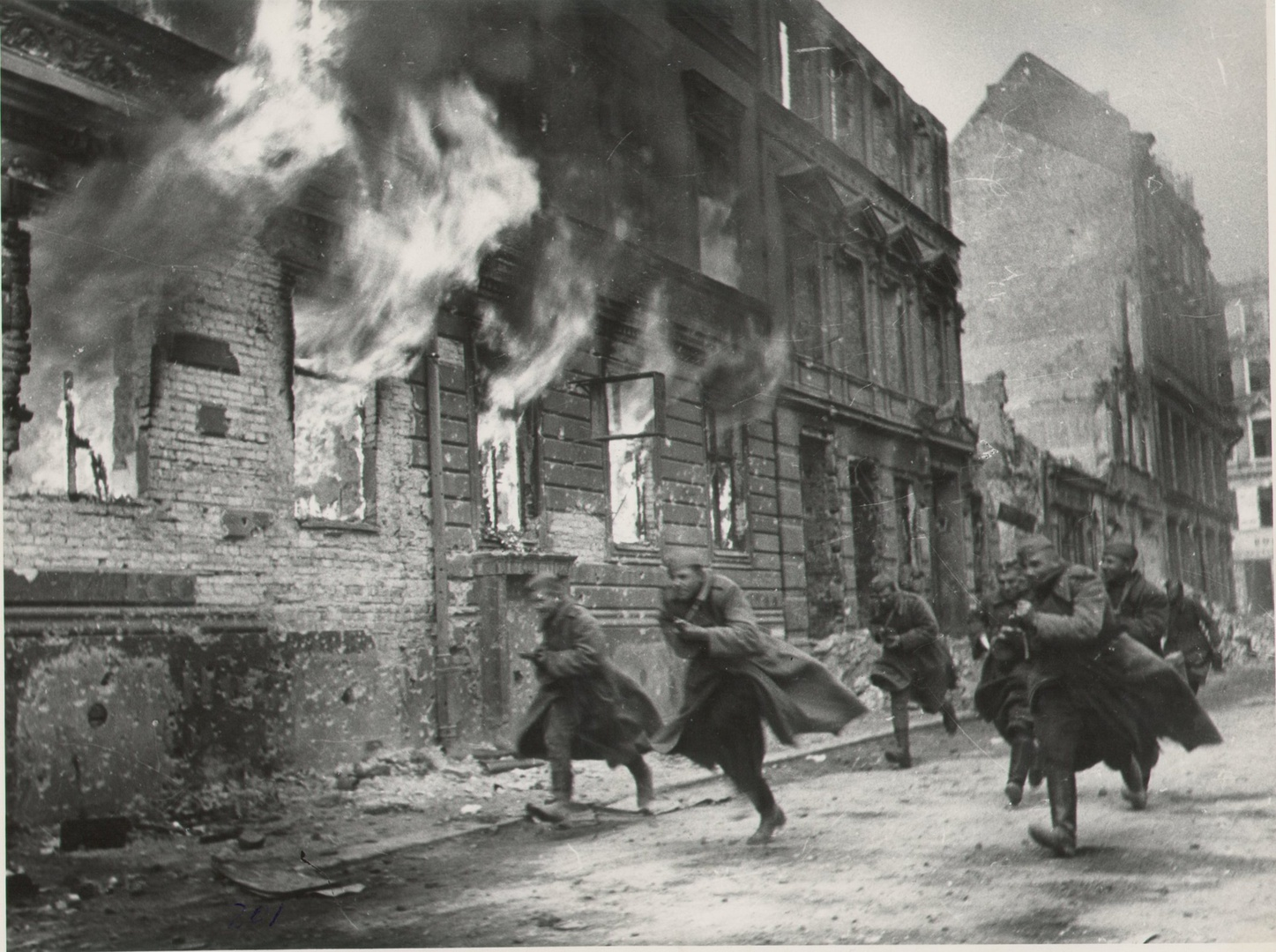
Tropas soviéticas en combate en las calles de Berlín.

Cuando Hitler se enteró de que ciertos elementos del 9.º Ejército del general Theodor Busse había tenido éxito defendiendo la localidad de Cottbus (unos 100 kilómetros al sureste de Berlín), ordenó que el 9.º Ejército conservara Cottbus y destruyera a las columnas soviéticas que se encontraban al norte, y junto con el IV Panzerkorps (que se encontraba algo más al sur), envolvieran al 1.º Frente Ucraniano y lo destruyeran. Después de lograr esta proeza militar Hitler deseaba que las tropas alemanas cumplieran otra: avanzar al norte para formar la tenaza inferior que supuestamente envolvería al 1.º Frente Bielorruso, mientras que el III SS Panzerkorps comandado por Felix Steiner, enviado desde el norte de Berlín, sería la tenaza superior. Hitler, completamente ajeno a la realidad deseaba que el III SS Panzerkorps de Steiner con 10 000 hombres y unas docenas de tanques destruyera una fuerza soviética diez veces más poderosa. Además, las tropas del 9.º Ejército tenían ya serias dificultades para sostener su posición en Cottbus y resultaba fantasioso creer que adicionalmente pudieran destruir al 1.º Frente Ucraniano, aun contando con el mermado IV Panzerkorps, ya que incluso en este caso los alemanes se hallaban en inferioridad numérica de 6 a 1.
Cuando Heinrici se enteró de esta orden imposible de cumplir, hizo ver a Hitler que el 9.º Ejército lejos de envolver a los soviéticos estaba a punto de ser cercado por ellos en Cottbus, y solicitó permiso para retirar este ejército al oeste.

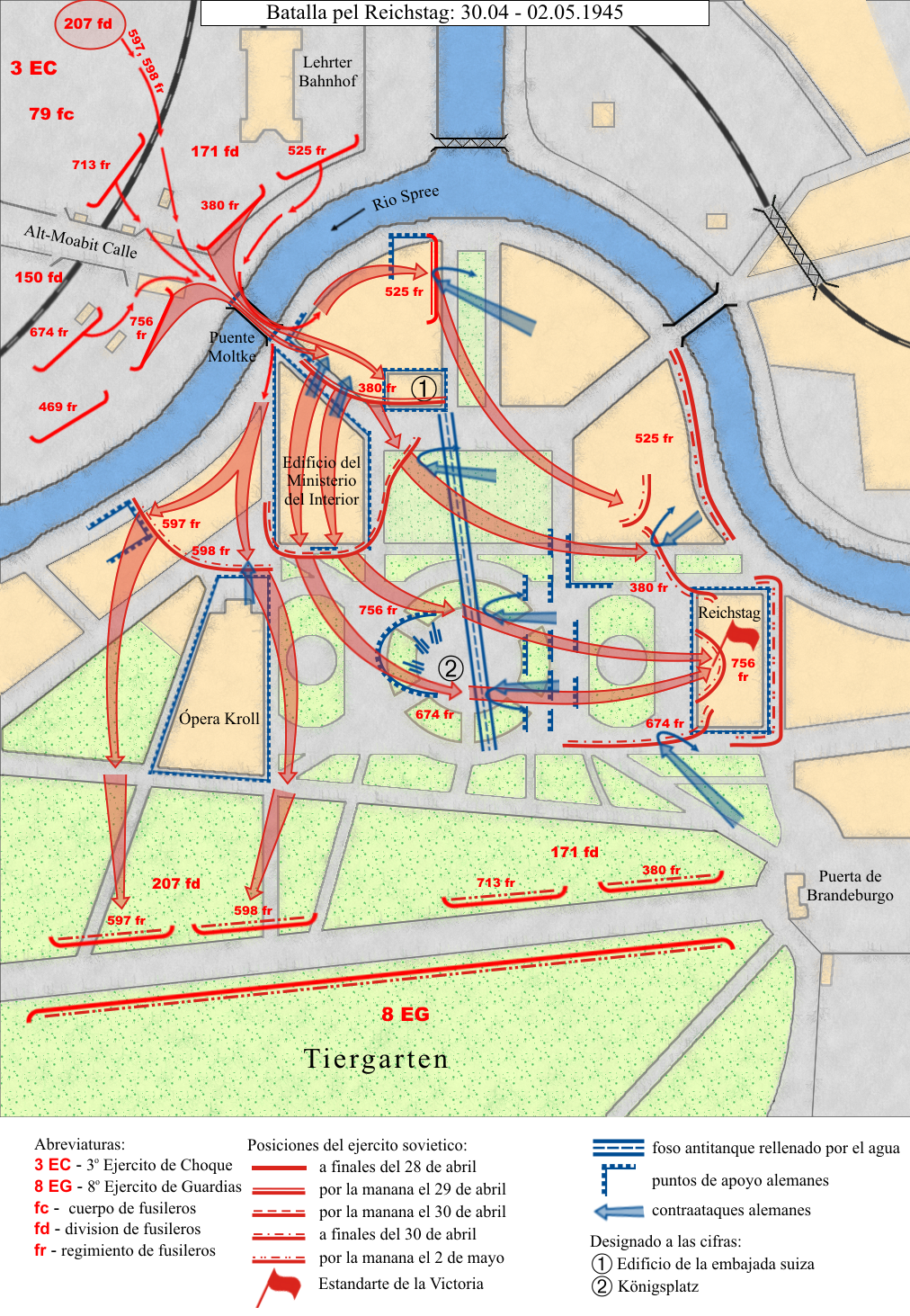
Mapa del asalto soviético sobre el Reichstag.

El 22 de abril Hitler se enteró de que Steiner no había podido avanzar como se había planeado al chocar con una feroz resistencia del 1.º Frente Bielorruso, esta noticia destruía las esperanzas de Hitler de alejar a las vanguardias del Ejército Rojo lo más posible de Berlín y, apenas enterado de la noticia, el Führer sufrió un grave colapso nervioso. Después de acusar rabiosamente a los generales de la Wehrmacht de cobardía y traición, Hitler aceptó finalmente que «la guerra estaba perdida» y anunció que se iba a quedar en Berlín hasta el final.
El general Alfred Jodl sugirió entonces que el 12.º Ejército del general Walther Wenck podría abandonar el Frente Occidental y dirigirse a Berlín desde las orillas del río Elba para unirse al 9.º Ejército al mando de Theodor Busse. Hitler, más calmado, aceptó la idea y envió las correspondientes órdenes a Wenck y a Heinrici.
Cuando Busse recibió la orden de dirigirse con sus tropas al oeste para encontrarse con el 12.º Ejército de Wenck y luego regresar juntos a Berlín, se dio cuenta de que el regreso a la capital solo conllevaría un inútil derramamiento de sangre y decidió escapar al oeste para rendirse a los norteamericanos. Wenck, por su parte, marchó hacia Berlín con la intención de mantener abierta una vía de escape para los civiles que huían ante el avance del Ejército Rojo; después de sufrir numerosas bajas en la Batalla de Halbe, Wenck y Busse se dirigieron con sus fuerzas y varios miles de civiles hacia el Elba, donde los aliados occidentales los capturaron.
En Berlín los tanques soviéticos ya estaban llegando al anillo defensivo de la ciudad, mientras que en el norte el II Frente Bielorruso había avanzado 15 kilómetros más allá del Óder y tenía ocupado al III Cuerpo Panzer. Cottbus se había perdido y para el 23 de abril el 9.º Ejército había quedado separado de la ciudad; parte del 1.º Frente Ucranianano se desplazó al oeste para encontrarse con el 12.º Ejército de Wenck.
El día 24 de abril Berlín quedó completamente sitiada. Hitler encargó al general Helmuth Weidling la defensa de la ciudad, mientras la Stavka soviética dejaba en manos de los generales Kónev y Zhúkov la captura de la ciudad. Stalin confirmaba al mariscal Konstantín Rokosovski como jefe del 2.º Frente Bielorruso al norte de Berlín, evitando que Rokosovski (nacido en Varsovia de padre polaco y madre rusa) participara en la toma de la capital del Reich.
Al día siguiente, el 2.º Frente Bielorruso cruzó finalmente la línea de defensa del III Cuerpo Panzer, lo que permitió a los soviéticos y a los norteamericanos el encuentro y primer contacto cerca de Torgau, en las márgenes del río Elba.

## Batalla por Berlín

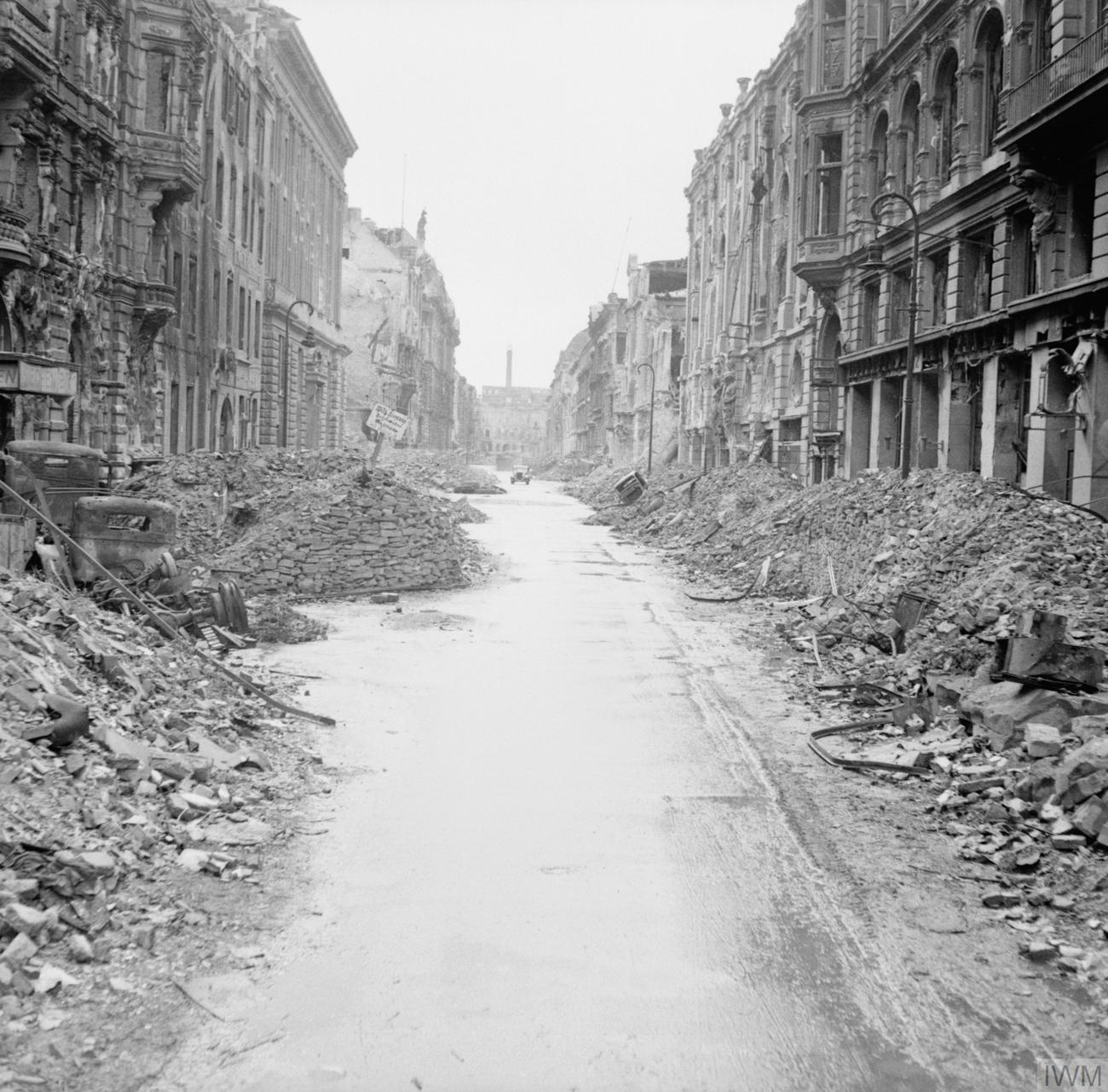
Calle berlinesa destruida tras la batalla, cerca de la avenida Unter den Linden, julio de 1945.

Las fuerzas disponibles para la defensa de Berlín, ahora que Busse había escapado al oeste con el 9.º Ejército, eran varias divisiones de las Waffen-SS, restos de varias unidades de la Wehrmacht, jóvenes de las Juventudes Hitlerianas, ancianos reclutados en el Volkssturm, policías, y veteranos de la Primera Guerra Mundial. A pesar de la superioridad numérica del Ejército soviético, la lucha en la ciudad fue feroz, y se tuvo que pelear casa por casa.
Para la defensa de Berlín se dispusieron las pocas tropas disponibles de la siguiente manera: en el oeste la 20.º División de Infantería, en el norte la 9.º División de Paracaidistas, al noreste la División Panzer Müncheberg, al sureste la División Nordland de las SS, al este del aeropuerto de Tempelhof, mientras que la 18.º División de Granaderos Blindados se mantenía como reserva en el distrito central.
El resultado de la batalla parecía decidido, pero la insistencia de Hitler en proseguir con la lucha impedía la rendición. La ciudad sufrió graves daños mientras el Ejército Rojo avanzaba sobre ella desde el 24 de abril. Pronto los soviéticos tomaron los distritos de la periferia: Pankow, Spandau, y Köpenick, y después del día 25 los soviéticos habían llegado a las orillas del río Spree en varios puntos, cercando así el centro de la ciudad.
Las tropas soviéticas avanzaron desde los grandes ejes de avenidas, desde el sureste por la avenida Frankfurter, desde el sur por la avenida Sonnen, hasta llegar a las afueras del distrito de Charlottenburg. Más al este, los soviéticos penetraban en los suburbios de Treptow, Zehlendorf, y Reinickendorf, aplastando la resistencia de las tropas de la Wehrmacht y de las milicias improvisadas del Volkssturm local. Para esas fechas los soviéticos se enfrascaron en violentos combates urbanos con los defensores alemanes, en los que fue preciso emplear obuses y artillería pesada contra edificios de todo tipo. Por su parte, los defensores atacaban a los soviéticos con granadas y Panzerfaust desde tejados y sótanos; para contrarrestarlo los jefes soviéticos recurrieron a las ametralladoras destinadas a barrer las ventanas y puertas de los edificios, así como a los ataques con cohetes Katiusha sobre las azoteas de los edificios más altos, donde no podían apuntar los cañones de los tanques.
Los soviéticos también rehusaron la táctica de avanzar por las calles de Berlín, las cuales, por su amplitud,  les exponían ataques y emboscadas. Por este motivo desarrollaron técnicas de combate en espacios cerrados: mediante granadas o Panzerfaust capturados, rompían paredes de los inmuebles para avanzar de un edificio a otro, evitando las calles. Estas tácticas exigieron a los soldados enfrascarse en combates a muy corta distancia y obligaron a que la población civil se refugiase en sótanos, torres antiaéreas, o en el Metro de Berlín.
Hacia el 25 de abril, los soviéticos ya habían entrado en los distritos berlineses de Marzahn, Neukölln y Lichtenberg, mientras que las tropas alemanas retrocedían hacia la zona de los edificios gubernamentales, perseguidos por el bombardeo tenaz de los soviéticos. El 26 de abril, las fuerzas del Ejército Rojo alcanzaban el barrio de Tiergarten y los límites del barrio de Kreuzberg, mientras tomaban el aeropuerto de Tempelhof y todo el barrio aledaño. El día 27 de abril los soviéticos rebasaron finalmente el anillo defensivo basado en el Metro de Berlín y solo las zonas céntricas de la ciudad quedaron en poder de los alemanes, cuyas tropas se veían cada día en una situación más crítica, sin opciones de refuerzos externos, y con una creciente escasez de armas, municiones y suministros médicos.

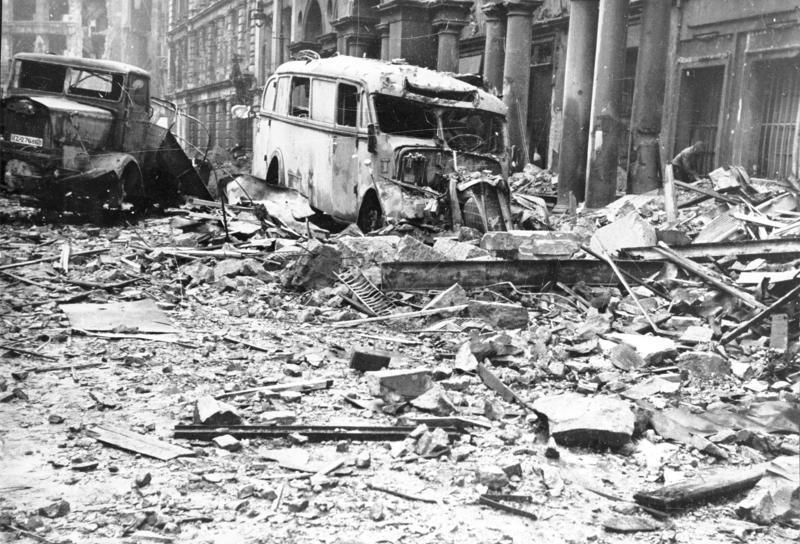
Un camión y autobús destruidos en las calles de Berlín, mayo de 1945.

El 28 de abril los soviéticos avanzaron desde el norte, acercándose peligrosamente al Reichstag, y  al búnker de la Cancillería, en el que se encontraba Hitler. Los lugares donde la lucha fue más intensa fueron precisamente el Reichstag, el puente Moltke, y la Alexanderplatz. Para esa fecha los alemanes controlaban únicamente una franja de terreno de cinco kilómetros de sur a norte y quince kilómetros de este a oeste, con sus extremos en la Alexanderplatz y el Olympiastadion, respectivamente. Ante ello, en la tarde del día 28 Martin Bormann sugirió a Hitler y al general Hans Krebs que el mariscal Wilhelm Keitel, en calidad de jefe supremo del OKH debía ordenar al 12.º Ejército del general Walther Wenck que acelerase su avance desde el este sobre Berlín.
En la mañana del 28 de abril Heinrici se había negado a obedecer la orden de Hitler de retener Berlín sin importar las bajas, e inmediatamente fue relevado del mando y reemplazado por el general Helmuth Weidling. No obstante, al requerir datos sobre la ofensiva del general Wenck, Keitel y Krebs supieron en la noche del 28 de abril que el 12.º Ejército había sido detenido por los soviéticos en Potsdam y había sufrido gravísimas bajas, siendo inviable para esta fuerza seguir avanzando hacia el este; por el contrario, las diezmadas tropas de Wenck marchaban apresuradamente al oeste, con el fin de rendirse a los estadounidenses al considerar perdida la batalla por Berlín. Keitel determinó que esta noticia no se transmitiese a Hitler, quien horas antes aún fantaseaba con posibles refuerzos del destrozado 12.º Ejército.
Durante las últimas fases de la lucha, los combatientes de las Waffen SS estaban mayoritariamente encuadrados en la División Nordland, situada en el norte del perímetro defensivo de Berlín; esta división se hallaba entonces formada principalmente por holandeses y franceses, quienes combatían con fiereza. Precisamente sería la División Nordland la encargada de la defensa final de la Cancillería del Reich al quedar cercada en ese sector desde el 29 de abril.

### Batalla por el Reichstag
En las primeras horas del 29 de abril, el 3.º Ejército de Choque soviético cruzó el puente Moltke y comenzó a desplegarse en las calles y edificios circundantes. Los asaltos iniciales a edificios, incluido el Ministerio del Interior, se vieron obstaculizados por la falta de artillería de apoyo. No fue hasta que se repararon los puentes dañados que se pudo mover la artillería de apoyo. A las 04:00 horas, en el Führerbunker, Hitler firmó su última voluntad y testamento y, poco después, se casó con Eva Braun. Al amanecer, los soviéticos continuaron con su asalto en el sureste. Después de una lucha muy intensa, lograron capturar el cuartel general de la Gestapo en Prinz-Albrechtstrasse, pero un contraataque de las Waffen-SS obligó a los soviéticos a retirarse del edificio. Hacia el suroeste, el 8.º Ejército de la Guardia atacó al norte a través del canal Landwehr hacia el Tiergarten.
Al día siguiente, 30 de abril, los soviéticos habían resuelto sus problemas con los puentes y con el apoyo de artillería a las 06:00 lanzaron un ataque contra el Reichstag, pero debido a la decidida resistencia de los alemanes, fuertemente atrincherados, y al apoyo de los cañones de 12,8 cm situados el techo de la torre antiaérea del zoológico, cerca del zoológico de Berlín, no fue hasta esa noche que los soviéticos pudieron entrar al edificio. El Reichstag no había estado en uso desde que fue quemado en febrero de 1933 y su interior parecía un montón de escombros más que un edificio gubernamental. Las tropas alemanas en el interior hicieron un excelente uso de esto y estaban fuertemente atrincheradas. Siguieron feroces combates habitación a habitación. En ese momento todavía había un gran contingente de soldados alemanes en el sótano que lanzaron contraataques contra el Ejército Rojo. Para el 2 de mayo de 1945, el Ejército Rojo ya controlaba el edificio por completo.

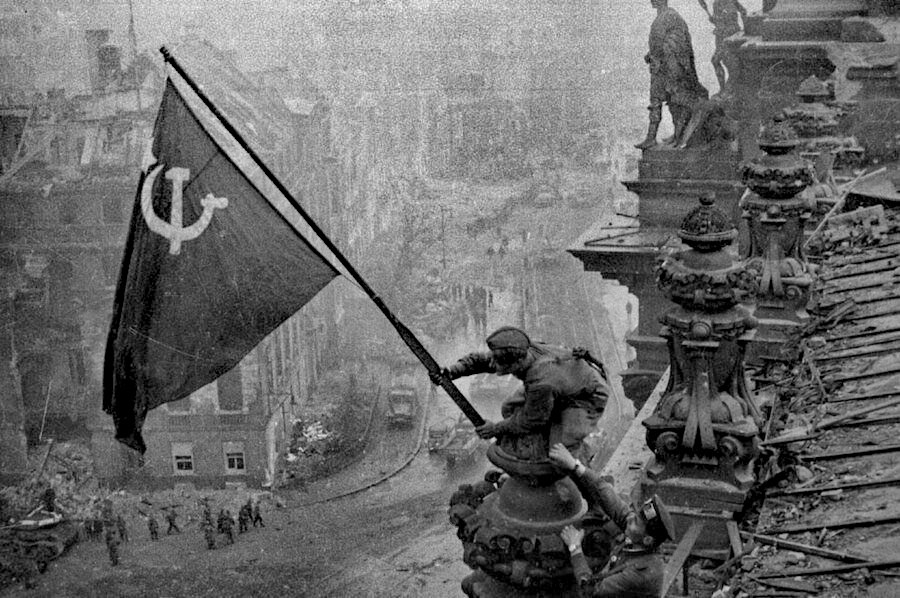
Alzando una bandera sobre el Reichstag, foto icónica de Yevgueni Jaldéi que muestra a dos soldados soviéticos izando la bandera roja sobre las ruinas de Berlín.

La famosa foto de los dos soldados plantando la bandera en el techo del edificio es una foto de recreación tomada el día después de que se tomó el edificio. El evento representado por la foto se convirtió en un contundente símbolo de la victoria soviética para el mundo entero y su potencia histórica perdura hasta la fecha. Quedó demostrado que la Batalla de Berlín, así como las hostilidades  en el Frente Oriental en su conjunto, terminaron con un triunfo soviético total. Como el comandante del 756º Regimiento Fedor Zinchenko había declarado en su orden al Comandante de Batallón Neustroev: «... El Alto Mando Supremo…y todo el pueblo soviético le ordena que levante el estandarte de la victoria en el techo sobre Berlín». 

## Suicidio de Hitler

El Reichstag después de ser bombardeado y capturado por los soviéticos.

Entre la noche y la madrugada del 28 al 29 de abril, Adolf Hitler contrajo matrimonio con Eva Braun en una sencilla ceremonia donde acuden los principales habitantes del Führerbunker, incluyendo al matrimonio Goebbels. Una vez finalizada la boda, Hitler redactó sus testamentos: político y personal. En la mañana del 29 de abril los soviéticos penetraron en los barrios más céntricos: Kreuzberg y en Mitte, y amenazaron directamente la Belle-Alliance-Platz y la avenida Unter den Linden. La línea del frente se situó a pocos metros de la Plaza Potsdamer, penetrando como una cuña en el mismo centro administrativo de Berlín. Para esa fecha los defensores en la zona gubernamental berlinesa suman casi 10 000 soldados, y el Bendlerblock, sede del comando del general Weidling se halla a unos cientos de metros de la línea del frente, marcada ahora por avenidas y calles llenas de escombros. No obstante, los celos profesionales entre los jefes militares del Ejército Rojo, Gueorgui Zhúkov e Iván Kónev, causaron que las divisiones de sus respectivos grupos de fuerzas (el Primer Frente Bielorruso y el Primer Frente Ucraniano) se obstruyeran mutuamente en su avance, produciéndose casos de bajas soviéticas por fuego amigo conforme los soviéticos avanzaban hacia el centro de la ciudad.
En la mañana del 30 de abril los soviéticos intensifican sus ataques sobre el centro de Berlín, alcanzando la Pariser Platz con la Puerta de Brandeburgo a la vista, apenas a unos centenares de metros de la propia Cancillería del Reich. Los defensores replican con contrataques aislados, pero basta con que los soviéticos mantengan la presión del ataque para que aquellos retrocedan lentamente. Esa misma mañana el general Wilhelm Mohnke acude al Führerbunker para presentar su último informe personal a Hitler, explicando que la Cancillería puede resistir a los soviéticos tan solo 48 horas más; a las 13 horas el propio general Weidling, jefe de la guarnición berlinesa, confirma las palabras de Mohnke y además pide permiso para intentar una ruptura del cerco. Hitler acepta la solicitud de Weidling. La tarde del mismo día 30, Hitler y Eva Braun se suicidan en el Führenbunker e inmediatamente después los dos cadáveres son rociados con gasolina y quemados en el patio trasero de la Cancillería del Reich por los ordenanzas y asistentes personales del Führer.
En la tarde del 30 de abril las tropas soviéticas lanzan su ataque sobre el Edificio del Reichstag, que desean tomar en pocas horas para ofrecerlo a Stalin como «obsequio» del Primero de Mayo. La lucha en el Reichstag es brutal y los defensores alemanes se parapetan bien en las ruinas; tras varias horas de salvajes combates dentro del edificio, soldados soviéticos se abren paso hacia el tejado y en la noche del día 30 hacen ondear desde allí una bandera de la URSS. Pese a este gesto, hasta el atardecer del día siguiente sigue la resistencia de grupos de soldados alemanes aislados en diversas salas del Reichstag, por lo cual el 1 de mayo las tropas soviéticas aún no pueden considerar como «controlado» el vasto edificio.

## Intentos alemanes de fuga

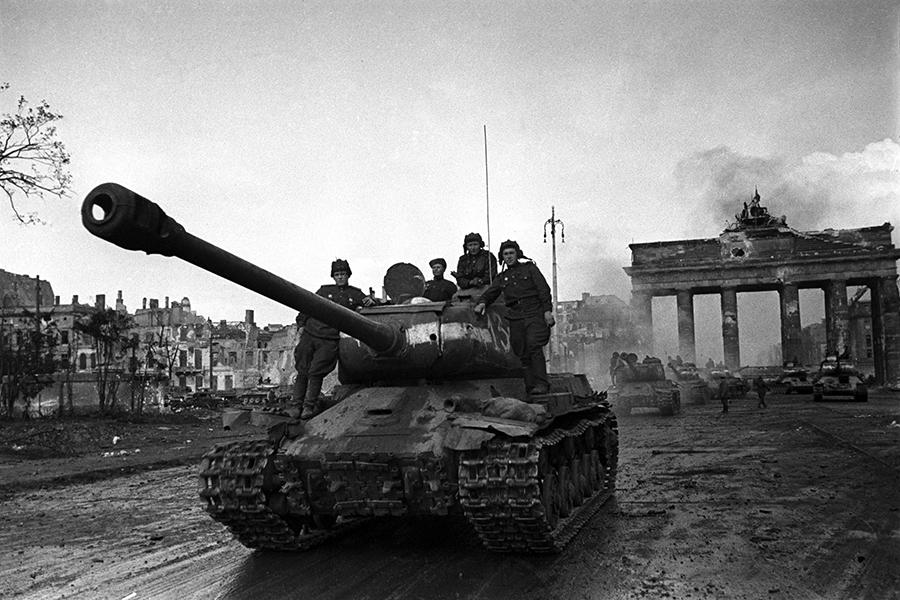
Tanque soviético IS-2 del 2.º Ejército de Tanques de la Guardia frente a la Puerta de Brandeburgo en Berlín.

En la mañana del 1 de mayo, en el Führerbunker, Magda Goebbels, asistida por un doctor de las SS, asesina con cianuro y sedantes a sus seis hijos. En la tarde de ese mismo día se suicida junto a su marido mediante disparos en la cabeza. Al día siguiente se suicidan en el Führerbunker los generales Wilhelm Burgdorf y Hans Krebs. Y es en medio de la noche, cuando los soldados, oficiales y personal civil intentan la huida del Führerbunker con la intención de llegar a los territorios bajo control estadounidense. El general Weidling no participa en este intento de huida, pero acepta que lo hagan sus subordinados mientras intenta buscar un acuerdo para rendirse al Ejército Rojo, en tanto que ahora él es la máxima autoridad de Berlín tras el suicidio de Goebbels.
Los fugitivos de Berlín son liderados por el general Wilhelm Mohnke,  comandante de la ciudadela, que aún dirige los restos de tres divisiones; a este grupo se unen Martin Bormann, el médico jefe de las SS Ludwig Stumpfegger, y el jefe máximo de las Juventudes Hitlerianas, Arthur Axmann. Además cientos de civiles se unen a los grupos de fugitivos hasta sumar algunos millares de individuos, pero los intentos, en su mayoría, fracasaron. Así, aunque un grupo numeroso de soldados y civiles llegó a Spandau, no pudo avanzar más lejos por la infantería soviética. Otros fugitivos ni siquiera lograron cruzar los puentes sobre el Spree para escapar del área metropolitana de Berlín y fueron sorprendidos por los soviéticos, que les cortaron la retirada. En uno de estos puentes, junto a cientos de soldados y civiles, murieron también Bormann y Stumpfegger, cuyos cadáveres reconocería Arthur Axmann en su propia huida. Solo algunos alemanes lograron huir lo bastante lejos para rendirse a los estadounidenses. Pasadas las 15:00 horas se rinde la ciudadela de Spandau.

## Rendición alemana

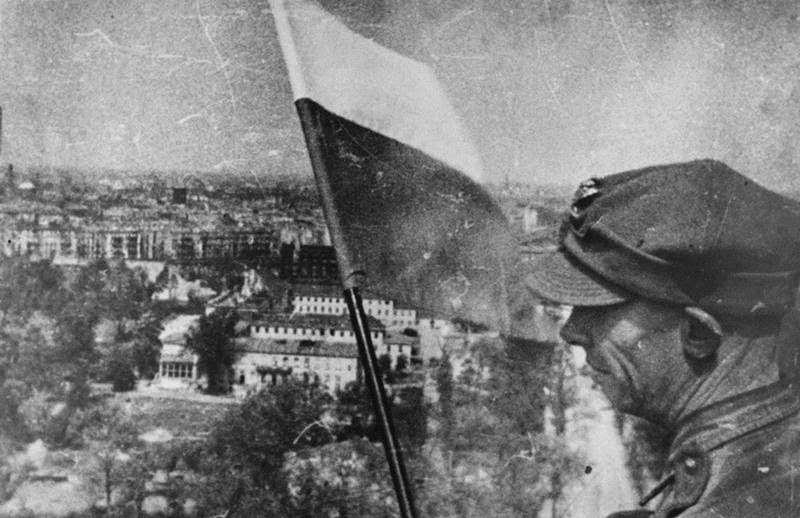
Bandera polaca en la conquista de Berlín.

El 1 de mayo de 1945, a las dos de la madrugada, el general alemán Hans Krebs, fue enviado por Goebbels al cuartel general de Chuikov bajo una bandera blanca, para negociar un posible alto el fuego. En ese momento Chuikov estaba reunido con una serie de periodistas y corresponsales enviados desde Moscú para dar fe al mundo de la caída de Berlín, por lo que Chuikov decidió presentarlos como miembros de su cuartel general. Entre los invitados estaba el compositor Matvej I. Blanter, a quien Stalin había enviado a Berlín para que compusiera una sinfonía sobre la caída de Berlín. Pero al ser un civil no tenía uniforme y por tanto no podía ser presentado como oficial del Ejército Rojo, por lo que Chuikov lo encerró sin más en el armario de la sala de sesiones, ordenándole que guardara silencio.
En ese momento Hans Krebs le comunicó a Chuikov el suicidio de Adolf Hitler y de su esposa Eva Braun, la víspera en el Búnker de la Cancillería. Pero Chuikov, que realmente no tenía ni idea de que existiera un búnker, ni de quién era Eva Braun y menos aún que Hitler se hubiera suicidado, se limitó a afirmar que estaba enterado de todo eso. Entonces Krebs le leyó un documento redactado por Goebbels en la que proponía un alto el fuego e iniciar «negociaciones de paz entre los dos estados que han sufrido las mayores pérdidas en la guerra»
Chuikov rechazó cualquier tipo de negociación y tras intensas conversaciones con Zhúkov y posteriormente con el propio Stalin, le entregó a Krebs un documento con las condiciones soviéticasː

1. Berlín capitula. 2. Todos los que capitulan han de deponer las armas. 3. Se garantiza la vida a todos los soldados y oficiales. 4. Habrá socorro para los heridos. 5. Se encontrará la posibilidad de negociar por radio con los aliados.

Tras el fallido intento de negociación, Krebs regresó al búnker de la Cancillería, poco antes del amanecer del 1 de mayo y comunica a los jefes políticos y militares la respuesta soviética. Joseph Goebbels advierte que ante la respuesta de Chuikov las fuerzas alemanas en Berlín solo tienen como salida proseguir la lucha hasta el final.

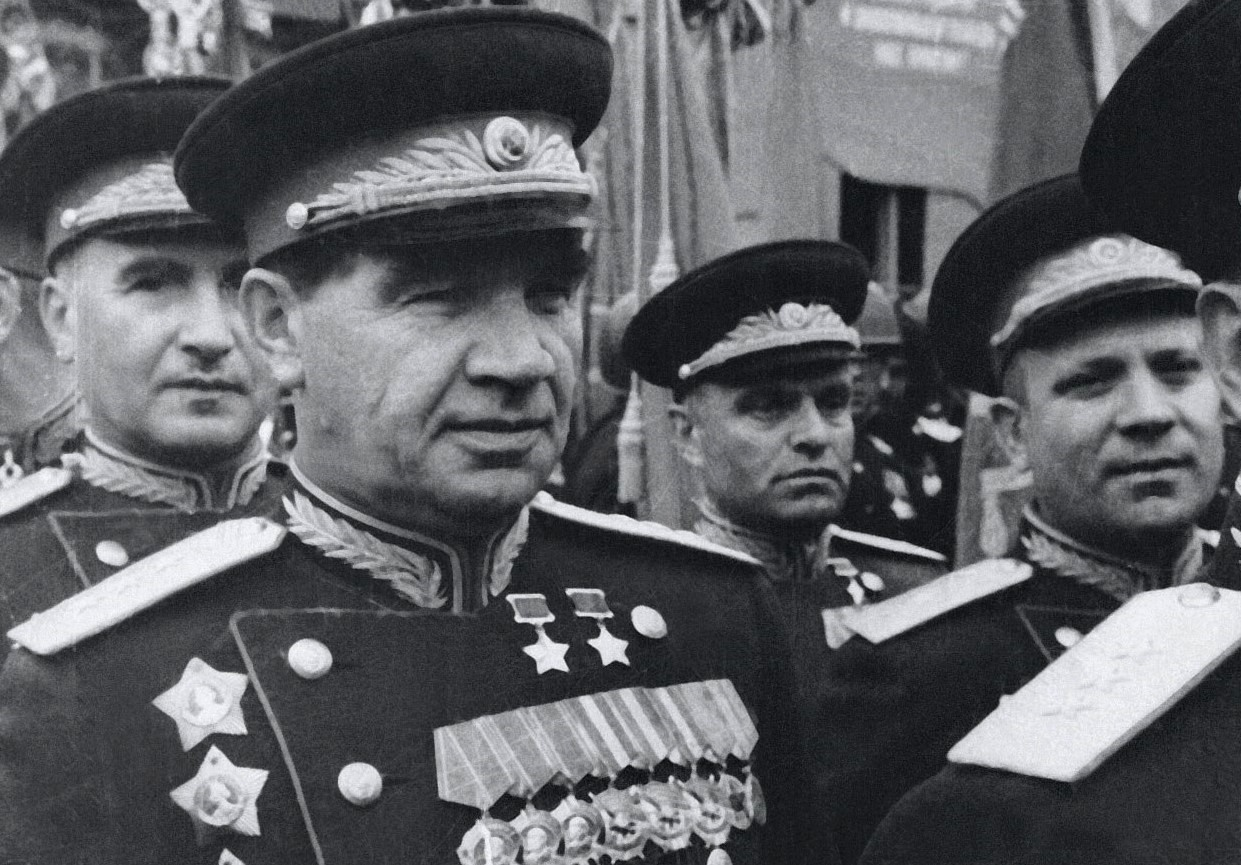
El coronel general Vasili Chuikov en el desfile de la victoria de Moscú en la Plaza Roja

Al día siguiente, 2 de mayo a las 2ː50 horas, el general Helmuth Weidling, último comandante de la defensa de Berlín, llegó al cuartel general de Chuikov para ofrecer la rendición incondicional de Berlín, cuando Chuikov le preguntó si Krebs estaba al corriente de sus intenciones, este no supo que contestar . Chuikov le pidió entonces que redactara una orden de capitulación para ser transmitida a todos los lugares donde aún se combatía. Weidling escribióː

Berlín, 2 de mayo de 1945. El 30 de abril de 1945, el Führer se suicidó abandonando a su destino a todos los que le habían jurado fidelidad. Fieles a la orden del Führer, vosotros, soldados alemanes, habéis estado dispuestos a continuar la batalla de Berlín, aunque vuestra munición se agotara y, dada la situación general, era absurdo seguir resistiendo. Ordeno que cese inmediatamente toda resistencia. Cada hora que sigáis luchando prolonga el terrible sufrimiento de la población civil de Berlín y de nuestros heridos. De acuerdo con el alto mando de las tropas soviéticas os conmino a abandonar inmediatamente la lucha. Weidling, antiguo comandante de la zona de defensa de Berlín.

## Pérdidas durante la operación de Berlín
Durante la operación ofensiva de Berlín, en el período del 16 de abril al 2 de mayo de 1945, las pérdidas de las tropas soviéticas ascendieron aː 81 116 muertos o desaparecidos, 280 251 heridos, 1997 tanques y cañones de asalto, 2108 piezas de artillería y 917 aviones
En total, las pérdidas del Ejército Rojo en la batalla de Berlín entre muertos, heridos y desaparecidos ascendieron a unos 361 367 soldados. Pero el mayor coste lo sufrió el 8.º Ejército de la Guardia de Chuikov que perdió 28 673 hombres (de los cuales 4807 fueron muertos o desaparecidos).
Las pérdidas alemanas ascendieron aː 458 000 entre muertos y heridos, 479 298 prisioneros, 4183 tanques y cañones de asalto, 20 675 piezas de artillería y 5995 aviones, además se calcula que unos 20 000 civiles murieron durante los combates.

## Consecuencias

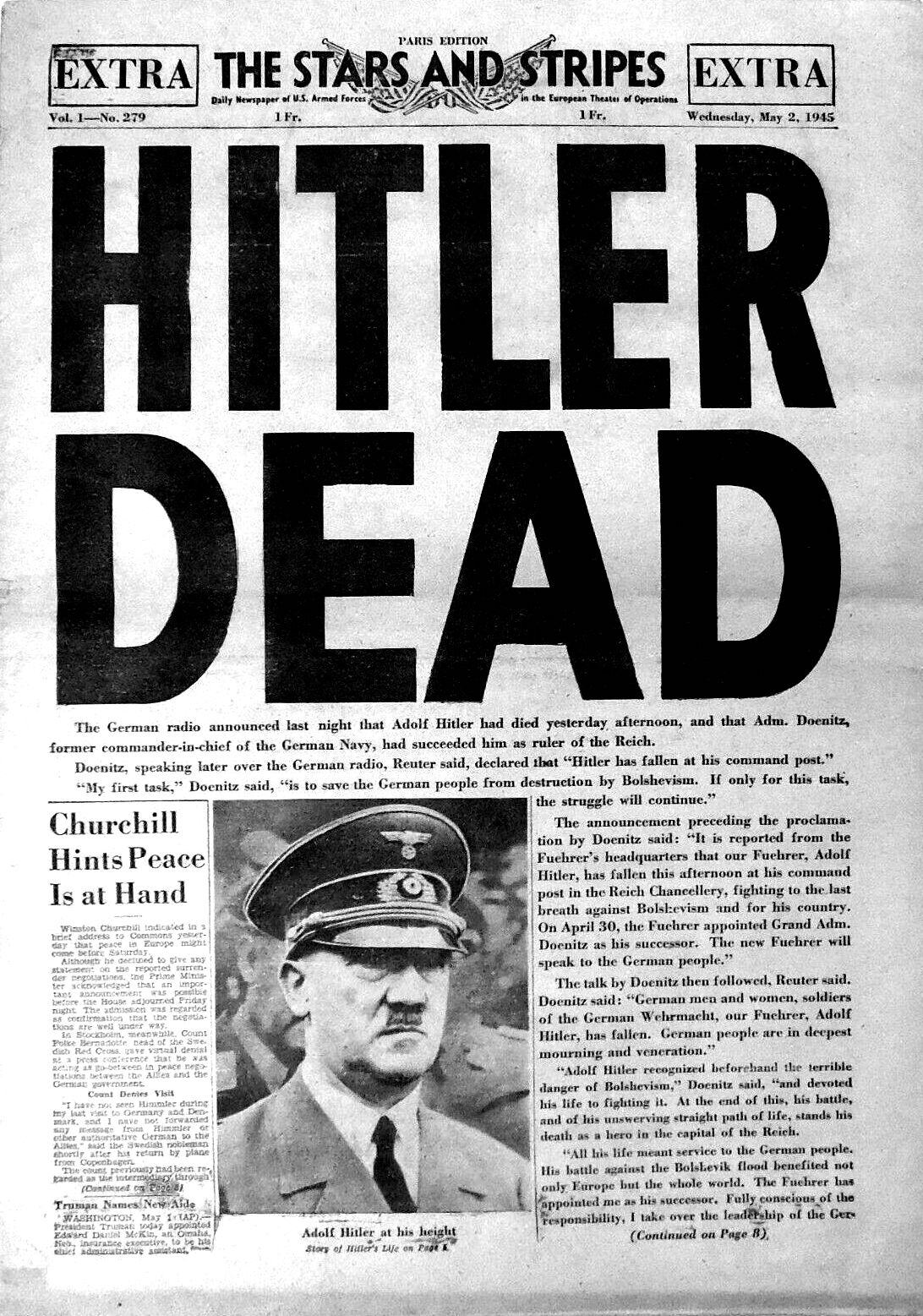
Periódico estadounidense anunciando la muerte de Hitler en 1945.

Una vez conocidó el suicidio de Hitler, ya fuera por lealtad o por miedo a las consecuencias, se sucedieron un gran número de suicidios por todos los rincones del Tercer Reich. Así en Neubrandeburgo más de seiscientas personas se suicidaron y, en la localidad de Neustrelitz, 681. En total, más de cien mil personas en toda Alemania cometieron suicidio en los días posteriores a la muerte de Hitler. Incluidosː treinta y cinco generales del Heer, seis de la Luftwaffe, ocho almirantes de la Kriegsmarine, trece generales de la Waffen-SS, cinco de la policía, once de los cuarenta y tres líderes regionales del partido (Gauleiter), así como varios altos cargos de la Gestapo y de la Oficina Central de Seguridad del Reich.
Los ideólogos nazis ya habían planeado «limpiar» Ucrania, Bielorrusia y gran parte de Rusia, junto con los estados del Báltico de toda su población eslava, con el fin de colonizar estas regiones con población puramente germana y explotarla económicamente en beneficio del Tercer Reich. Esta política motivó a que los soldados alemanes se comportaran más como conquistadores, no como los «libertadores» que decían ser. De acuerdo con Antony Beevor en su libro Stalingrado, los soldados alemanes expulsaban a las familias campesinas de sus casas en medio del invierno ruso, asesinándolas indirectamente, ya que sin hogar ni comida ninguna persona podría sobrevivir las temperaturas de -20 °C típicas de esas regiones. Las ejecuciones de aldeas completas y las violaciones de mujeres en masa eran acciones comunes de los soldados germanos, principalmente de las Waffen-SS pero también de unidades regulares de la Wehrmacht (véase Mito de la Wehrmacht inocente).
La escritora Úrsula Schele estimó que unos diez millones de mujeres en la Unión Soviética podrían haber sido violadas por la Wehrmacht y que una de cada diez podía haberse quedado embarazada como resultado. Según un estudio de los historiadores Alex J. Kay y David Stahel, la mayoría de los soldados de la Wehrmacht desplegados en la Unión Soviética participaron en la comisión de crímenes de guerra.
Teniendo en cuenta estos precedentes, no es extraño que, durante el asalto, y en los días inmediatamente posteriores, unas vengativas tropas soviéticas cometieron actos de violación, saqueo y asesinato en muchas zonas de la ciudad, aunque la magnitud de estos crímenes es debatida. El profesor Chris Bellamy afirma que la mayoría de las violaciones se produjeron entre el 23 de abril y el 8 de mayo, y que después de esta fecha el número de violaciones disminuyó gradualmente, sin embargo, y como consecuencia de las privaciones sufridas por la población civil, diversos grados de relaciones sexuales forzadas se convirtieron en la forma en que algunas mujeres lograron conseguir los artículos de primera necesidad para subsistir. Durante los meses que precedieron a la batalla, cuando el Ejército Rojo comenzó sus ofensivas en la propia Alemania, la Stavka reconoció las potenciales faltas a la disciplina que podían involucrar unas tropas vengativas y habían podido comprobar este tipo de comportamiento en cierta medida. El mariscal Kónev ordenó el 27 de enero, cerca de la conclusión de la Ofensiva del Vístula-Óder, entregar una larga lista de mandos a ser reasignados a batallones de castigo por el saqueo, la embriaguez, y los excesos cometidos contra la población civil.
Aunque todas las fuentes coinciden en que las violaciones se produjeron, los números presentados son meras estimaciones. Un número muy citado es que en Berlín 100 000 mujeres fueron violadas por soldados del Ejército Rojo, sin embargo, esta estimación ha sido cuestionada por el experto en historia militar Nicky Bird, quien argumenta que las estadísticas son inverificables. Historiadores soviéticos, aunque no niegan las violaciones cometidas por las fuerzas soviéticas, han puesto en duda si éstas eran en verdad generalizadas. Yelena Senyávskaya, por ejemplo, cita un documento oficial de la fiscalía militar soviética en el 1.er Frente Bielorruso, que establece que en el Frente Bielorruso, conformado por siete ejércitos con un total de 908.500 elementos, solo se registraron 124 crímenes contra civiles, incluidos 72 casos de violación, durante el período comprendido entre el 22 de abril y el 5 de mayo de 1945.
En un caso similar a las etapas finales de la guerra y del avance soviético, en general los miembros del Partido Nazi huyeron dejando a los civiles alemanes a su suerte. Las órdenes de Hitler referentes a la imposibilidad de retirarse influyeron en el hecho de que los responsables del partido en las áreas amenazadas por el ejército soviético no dispusiesen de planes organizados de evacuación, so pena de ser acusados de derrotismo. Berlín no fue una excepción.
Los últimos deseos de Hitler, expresados en su testamento político, establecían que el almirante Karl Dönitz se convirtiera en Presidente del Reich, mientras que Joseph Goebbels sería el nuevo Canciller de Alemania. Sin embargo el suicidio de este último, junto con el resto de su familia, dejó a Dönitz con la responsabilidad de acabar con la guerra. Finalmente, el 8 de mayo de 1945, el Alto Mando Alemán se rindió incondicionalmente a los Aliados.
Cuando la Stavka soviética se enteró de la rendición firmada sólo ante británicos y estadounidenses en Reims, exigió que el mando supremo de la Wehrmacht también capitulara ante el Ejército Rojo, alegando que una rendición «parcial» dejaba a las tropas alemanas en libertad para seguir luchando contra las fuerzas soviéticas. El gobierno soviético apreciaba también el sentido histórico del momento y exigió que se «ratificara» la rendición de Reims ante el estado mayor del Ejército Rojo. Precisamente al día siguiente, poco antes de la medianoche, los máximos jefes de la Wehrmacht fueron llevados a Berlín, liderados por el general Wilhelm Keitel, donde en la noche del 8 de mayo firmaron un documento similar en el cuartel general soviético situado en la localidad de Karlshorst (un suburbio de Berlín), rindiéndose explícitamente ante la Unión Soviética, en presencia del general Gueorgui Zhúkov, comandante en jefe de las tropas soviéticas en Alemania.
La capitulación alemana de mayo de 1945 significó el fin de la Segunda Guerra Mundial en Europa.

## Conmemoración

Bandera de la victoria levantada en el techo del Reichstag el 1 de mayo de 1945

En total, 402 efectivos del Ejército Rojo recibieron el más alto grado de distinción de la URSS, el título de Héroe de la Unión Soviética, por su valor en los suburbios inmediatos de Berlín y en la ciudad misma. Los mariscales de la Unión Soviética Zhúkov y Kónev recibieron su tercer y segundo título de Héroe de la Unión Soviética respectivamente, por su papel en el resultado de la batalla. La sargento mayor de la Guardia médica de combate Liudmila Kravets, fue la única mujer que recibió el título de Héroe de la Unión Soviética en la Batalla de Berlín por sus valerosas acciones mientras servía en el 1.er Batallón de Fusileros, del 63.er Regimiento de Fusileros de la Guardia, de la 23ª División de Fusileros de la Guardia (subordinada al 3.er Ejército de Choque del 1.º Frente Ucraniano). Además, 280 soldados y oficiales del Ejército Rojo ganarían la Orden de la Gloria de 1.ª clase y alcanzarían el estatus de «Caballeros Completos de la Orden de la Gloria» por su heroísmo durante la Batalla de Berlín. En la sociedad soviética, a los caballeros plenos de la Orden de la Gloria se les concedían los mismos derechos y privilegios que a los héroes de la Unión Soviética.
1.100.000 miembros del personal soviético que participaron en la conquista de Berlín del 22 de abril al 2 de mayo de 1945 recibieron la Medalla por la conquista de Berlín.
El Día de la Bandera oficial de Polonia se celebra cada año el 2 de mayo, el último día de la batalla en Berlín, cuando el ejército polaco izó su bandera en la Columna de la Victoria de Berlín.